# Alonzo (rapper)
Alonzo, pseudonimo di Kassim Djae (Marsiglia, 25 luglio 1982), è un rapper e cantautore francese di origine comoriana.

## Biografia
Kassim Djae è nato a Marsiglia, in una famiglia di origini comoriane. A 12 anni fonda insieme a Vincenzo e Soprano il gruppo hip hop Kids Dog Black. Con il gruppo, successivamente divenuto noto come Psy 4 de la Rime, pubblica 4 album.

## Carriera solista
La carriera solista di Alonzo ha inizio nel 2009, con la pubblicazione del mixtape Un dernier coup d'œil dans le rétroviseur, composto da ben 50 tracce. Il suo primo album in studio solista, intitolato Les temps modernes, esce il 1º febbraio 2010, sotto l'etichetta Def Jam France. Il 4 giugno 2012 è la volta del secondo album, Amour, gloire & cité, contenente le collaborazioni dei Psy 4 de la Rime, di Soprano, e della cantante Kenza Farah.
Il 25 gennaio 2015 esce il suo terzo album, Règlement de comptes, successivamente certificato disco d'oro, che vanta la partecipazione di Booba, Gims, Gradur, Houssein e Lacrim. Il disco è seguito a pochi mesi di distanza dal secondo mixtape, dal titolo Capo dei capi, volume I.
Il 20 maggio 2016 viene reso disponibile Avenue de Saint-Antoine, quarto album del rapper, certificato disco di platino dopo quattro mesi. Il 25 agosto 2017 esce invece 100%, anticipato dal singolo Feu d'artifice realizzato insieme a MHD. Anch'esso ottiene il disco di platino.
Il 12 aprile 2019 pubblica il sesto album, intitolato Stone, che contiene collaborazioni con Dadju, Ninho, Jul e Koba LaD. Nel 2020 fonda l'etichetta 2054 Records, con la quale pubblica a sorpresa l'EP Pack de 6 comprendente sei tracce con la partecipazione di Niro e Leto. Nel marzo 2021 esce il doppio mixtape Capo dei capi, volumes II & III, progetto che contiene 31 tracce e numerosi artisti ospiti, come SCH, Tiakola, Da Uzi, Franglish, Jul, Naps, Soolking, L'Algérino e Imen Es.
Quartiers Nord, il suo settimo album, viene reso disponibile il 20 maggio 2022.

## Discografia

### Da solista

#### Album in studio
- 2010 – Les temps modernes
- 2012 – Amour, gloire & cité
- 2015 – Règlement de comptes
- 2016 – Avenue de Saint-Antoine
- 2017 – 100%
- 2019 – Stone
- 2022 – Quartiers Nord
- 2025 – Longue vie à nous

#### Mixtape
- 2009 – Un dernier coup d'œil dans le rétroviseur
- 2015 – Capo dei capi, volume I
- 2021 – Capo dei capi, volumes II & III

#### EP
- 2014 – La belle vie
- 2020 – Pack de 6

### Con i Psy 4 de la Rime
- 2002 – Block Party
- 2005 – Enfants de la Lune
- 2008 – Les Cités d'or
- 2013 – 4ème dimension